# Кампо дел Фико (Фрозиноне)
Кампо дел Фико је насеље у Италији у округу Фрозиноне, региону Лацио.
Према процени из 2011. у насељу је живело 31 становника. Насеље се налази на надморској висини од 631 м.